# 托爾曼-奧本海默-沃爾科夫極限
托尔曼-奥本海默-沃尔科夫極限（TOV极限）即是中子星的质量上限，类似于白矮星质量上限的钱德拉塞卡极限。罗伯特·奥本海默和乔治·沃尔科夫得到的中子星质量上限约为0.7倍太阳质量，这在現今看来应该是错误的，当今的结果在1.5至3倍太阳质量之间。对于质量小于此极限的中子星，支持星体的内部压力来自中子与中子之间的强相互作用以及中子本身的量子简并压力；而对于质量大于此极限的中子星会在自身引力的作用下崩溃，从而坍缩为一个黑洞，理论上在其他途径的内部压力支持下还可能成为其他形式的星体（例如在夸克简并压力的支持下坍缩为夸克星）。但由于对这些理论上的夸克简并物质了解相对中子简并物质更少，一般天体物理学家相信，除非有实际观测的反例证实，中子星在超过这一极限时都会直接坍缩为黑洞。
一个由恒星坍缩成的黑洞必须具有大于托尔曼-奥本海默-沃尔科夫极限的质量。理论预言由于恒星演化中的质量损失，一个具有太阳那样金属量的孤立恒星坍缩而成的黑洞应该具有不超过10倍左右的太阳质量。在钱德拉X射线天文台的实验观测中，有相当数量的X射线双星由于它们的巨大质量、较低的亮度以及X射线光谱被认为是恒星质量黑洞，它们的质量据估计在3倍至20倍太阳质量之间
。